# Josep Duran
Pour les articles homonymes, voir Duran.
Cet article possède des paronymes, voir Josep Antoni Duran i Lleida, Joseph Durand et Joseph Alexandre Jacques Durant de Mareuil.
Josep Duran (en catalan, Josep Duran i Pejoán) (Cadaqués Alt Empordà, 1730 - Barcelone, le 24 janvier 1802) est un compositeur espagnol d'opéra et de musique religieuse. Il a participé activement à la transition entre le baroque et le classicisme. À partir de 1755 il a été maître de chapelle du Palais de la Comtesse de Barcelone, et à partir de 1780 de la Cathédrale de Barcelone.
Ayant subi fortement l'influence italienne, il a été un élève de Francesco Durante à Naples. À son retour à Barcelone, il a été maître de chapelle du marquis de Los Vélez et, apparemment, de la cathédrale. Il a souvent dirigé l'exécution d'opéras au théâtre de la Santa Creu et a contribué à renforcer le goût pour le théâtre lyrique italien.

## Premiers opéras catalans
Contemporain du début du classicisme, il a composé beaucoup de musique sacrée dont des oratorios. Il a aussi écrit des œuvres profanes, dont deux opéras qui ont été créés en 1760 et 1762. Sans rejeter l'influence baroque, Duran s'est intéressé au mouvement symphonique, tout en gardant les tournures de l'italianisme qui le caractérisait.
Il est l'auteur du premier opéra écrit par un catalan et qui a été créé en Catalogne: Antigonus, dont la première a eu lieu le 10 juillet 1760 au Théâtre de la Santa Cruz. Le livret était italien, comme il était courant à cette époque.
Sa deuxième production, Temistocle, basée sur un texte du célèbre librettiste Métastase, a été créée au même endroit le 4 novembre 1762.
Josep Duran nous a laissé deux ouvertures: une en ré majeur et une autre en fa majeur.